# Oldřich Rujbr
Oldřich Rujbr (* 26. srpna 1948 Brno) je český sochař, keramik a pedagog.

## Životopis
V letech 1963–1967 studoval na Střední uměleckoprůmyslové škole v Brně a následně mezi roky 1967–1973 na Vysoké škole uměleckoprůmyslové v Praze u profesora Otto Eckerta.
Jako pedagog působil na škole SPŠ textilní v Brně a na Pedagogické fakultě Masarykovy univerzity. K roku 2004 byl vedoucím Ústavu techniky tvorby Fakulty výtvarných umění Vysokého učení technického v Brně. Ve své tvorbě se zabývá interiérovou plastikou a průmyslovým designem, například návrhy kávových a čajových souborů. K práci používá diturvit, kameninu, porcelán a jiné materiály. Jeho pravděpodobně nejznámějším a nejkontroverznějším dílem je tzv. brněnský orloj. Toto dílo, které autor vytvořil roku 2010 společně se svým kolegou Petrem Kameníkem, vyvolalo nespokojené komentáře, zejména místních občanů. Kritika směřuje především k tomu, že přečtení přesného času není jednoduché s ohledem na to, k čemu má dílo sloužit a výhrady směřují také k nevšednímu tvaru celého orloje.
Autor během své profesní kariéry pořádal několik domácích výstav. Například v roce 1974 v Praze a 1976 v Brně. Vystavoval také v rámci kolektivních výstav doma i v zahraničí. Například v Itálii a v Německu.
Je zastoupen ve sbírkách Uměleckoprůmyslového musea v Praze, Moravské galerie v Brně, Horácké galerii v Novém Městě na Moravě, galerii ve Fraenze, Meiningenu, Erfurtu a v dalších. Získal první cenu v soutěži Cevider ve španělské Valencii.